# Isoctenus
Genre
Synonymes
- Ctenopsis Schmidt, 1956

Isoctenus est un genre d'araignées aranéomorphes de la famille des Ctenidae.

## Distribution
Les espèces de ce genre se rencontrent au Brésil et en Argentine.

## Liste des espèces
Selon World Spider Catalog (version 24.5, 21/08/2023) :
- Isoctenus areia Polotow & Brescovit, 2009
- Isoctenus botocudos Pontes Moraes, Polotow, Labarque & da Silva, 2023
- Isoctenus cabula Pontes Moraes, Polotow, Labarque & da Silva, 2023
- Isoctenus charada Polotow & Brescovit, 2009
- Isoctenus corymbus Polotow, Brescovit & Pellegatti-Franco, 2005
- Isoctenus coxalis (F. O. Pickard-Cambridge, 1902)
- Isoctenus eupalaestrus Mello-Leitão, 1936
- Isoctenus foliifer Bertkau, 1880
- Isoctenus griseolus (Mello-Leitão, 1936)
- Isoctenus guadalupei (Mello-Leitão, 1941)
- Isoctenus herteli (Mello-Leitão, 1947)
- Isoctenus janeirus (Walckenaer, 1837)
- Isoctenus jussara Pontes Moraes, Polotow, Labarque & da Silva, 2023
- Isoctenus malabaris Polotow, Brescovit & Ott, 2007
- Isoctenus minusculus (Keyserling, 1891)
- Isoctenus ordinario Polotow & Brescovit, 2009
- Isoctenus segredo Polotow & Brescovit, 2009
- Isoctenus strandi Mello-Leitão, 1936
- Isoctenus taperae (Mello-Leitão, 1936)

## Systématique et taxinomie
Ce genre a été décrit par Bertkau en 1880 dans les Drassidae.
Ctenopsis a été placé en synonymie par Polotow et Brescovit en 2009.

## Publication originale
- Bertkau, 1880 : « Verzeichniss der von Prof. Ed. van Beneden auf seiner im Auftrage der Belgischen Regierung unternommen wissenschaftlichen Reise nach Brasilien und La Plata im Jahren 1872-73 gensammelten Arachniden. » Mémoires couronnés et mémoires des savants étrangers, publiés par l'Académie royale des sciences, des lettres et des beaux-arts de Belgique, vol. 43, p. 1-120.